# José Antonio Lopetegui
José Antonio Lopetegui Aranguren (Azpeitia, Guipúzcoa, 21 de diciembre de 1930-Asteasu, Guipúzcoa, 17 de diciembre de 2024) fue un levantador de piedras (harrijasotzaile) español, conocido con el apodo de «Agerre II», con varios récords destacables. Es el padre de Julen Lopetegui (exfutbolista y entrenador).

## Biografía
Lopetegui nació en el caserío Aguerreondo, en el seno de una familia muy numerosa. Debutó a los 18 años (1948) levantando una piedra de 100 kilos.
Su récord más llamativo es el que hizo con la piedra cilíndrica de 100 kilos: 22 alzadas en un minuto (1962).
Lopetegui realizó su última exhibición a los 49 años, pero aun así volvió a levantar aunque de manera informal.

### Récords destacados[4]
- 22 alzadas en un minuto de 100 kilos de piedra.
- 17 alzadas con la piedra cilíndrica de 125 kilos en un minuto.
- 12 alzadas con la piedra cilíndrica de 150 kilos en un minuto. Plomo de 100 kilos 29 veces en 4’15” .
- Levantamiento de plomo de 118 kilos.

### Trayectoria fuera del mundo Harrijasotzaile
Durante el franquismo fue alcalde de Asteasu (Guipúzcoa).
También en esa época, Francisco Franco mandó un emisario para que le convenciera de que se convirtiera en boxeador, ya que España necesitaba una nueva figura que sustituyera a Paulino Uzcudun.